# Francesco Molino
Francesco Molino lub Francesco Molin lub Francesco Da Molin (ur. 21 kwietnia 1575, zm. 27 lutego 1655) – wenecki admirał, doża Wenecji, wybrany dożywotnio w 1646.

## Panowanie
Po śmierci doży Francesco Erizzo 3 stycznia 1646, Francesco Molino objął władzę Republiki Weneckiej jako 71-letni doświadczony admirał, w wyniku elekcji przez kolegium elektorów 20 stycznia 1646, po 23. głosowaniu z kolei.
Już w pierwszych dniach jako doża umocnił granice Wenecji i Dalmacji, aby efektywnie dalej prowadzić działania wojenne przeciwko Turkom.
Za jego panowania weneckie siły zbrojne, głównie flota, odniosły szereg zwycięstw, w tym zdobycie twierdzy Klis (1648), uważanej za nie do zdobycia. Jednak strategicznie te zwycięstwa nie były istotne, ponieważ Imperium osmańskie mogło łatwo zregenerować swoje siły, korzystając ze swojej większej populacji. 
Aby zniwelować zagrożenie ze strony tureckiej, weneccy przywódcy zapuścili swoje okręty w głąb Dardaneli, kilkakrotnie pokonując flotę przeciwnika, jednak nigdy nie odnieśli przełomowego zwycięstwa. W latach 1654–1655 admirał Lazzaro Mocenigo prawie okupował Stambuł podczas pierwszej i drugiej kampanii weneckiej w Dardanelach. Tamże stracił życie podczas trzeciej kampanii w 1657.
Finansowanie tych wojen było palącym problemem dla Molino. Jeden sposób zastosowany przez niego to monetyzacja nadawania tytułów szlacheckich (za kwoty 100 000 dukatów każdy, z czego 60 000 stanowiło "dar", a pozostałe 40 000, "pożyczkę"). To z kolei zaowocowało skandalem, lecz pragmatyczny doża przedkładał zaopatrywanie kasy państwowej nad puryzm tradycji, gorliwie uszlachetniając bogate rodziny kupieckie. 
Ogólnie rzecz ujmując, Francesco Molino rządził efektywnie i w sposób zaradny aż do swoich ostatnich dni. Złośliwe powiedzenie z czasów jego władzy było aluzyjną grą słów do jego nazwiska i upodobań jako miłośnika wina: "Młynem jest, nie wiatrem napędzany, ani wodą, lecz winem!" (wł.: “L' E Mulino, not da vento, not da acqua, my da vino!”).

## Portret
Portret doży nieznanego malarza znajduje się w Berlinie, w Gemäldegalerie, Stauffenbergstrasse 40. Do 1943 znajdował się we Wrocławiu.